# 秦时明月之百步飞剑
《秦时明月壹百步飞剑》是电视动画系列《秦时明月》的第一部，2007年2月14日至23日在天津电视台少儿频道首播，原为10集，但因不符中国大陆动画管理法规而在播出时拆分为20集。2007年5月，《百步飞剑》重制版播出，画质较原版有所提升。动画讲述了剑客盖聂叛出秦国，并带领少年荆天明到达墨家机关城的故事。
《百步飞剑》使用了动作捕捉等三维动画制作技术，投资达1000万人民币。动画播出后受到好评，先后获得多个奖项。

## 集数
注：播出时原版动画的一集被拆为两集，在此仅列出原版对应的播出时间。
| 總集數 | 集數 （季） | 標題   | 首播日期      |
| ------ | ----------- | ------ | ------------- |
| 1      | 1           | 第一集 | 2007年2月14日 |
| 2      | 2           | 第二集 | 2007年2月15日 |
| 3      | 3           | 第三集 | 2007年2月16日 |
| 4      | 4           | 第四集 | 2007年2月17日 |
| 5      | 5           | 第五集 | 2007年2月18日 |
| 6      | 6           | 第六集 | 2007年2月19日 |
| 7      | 7           | 第七集 | 2007年2月20日 |
| 8      | 8           | 第八集 | 2007年2月21日 |
| 9      | 9           | 第九集 | 2007年2月22日 |
| 10     | 10          | 第十集 | 2007年2月23日 |

## 制作
《秦时明月壹百步飞剑》是玄机科技制作的系列动画《秦时明月》的第一部。2005年，还在制作中的《百步飞剑》参加了一些展出，受到中国大陆一些电视台的欢迎。2006年上半年，动画被中国大陆十余家省市电视台预先抢购。《百步飞剑》采用全三维CG技术制作，投资达1000万人民币。动画采用动作捕捉技术，通过特聘武术导演将专业的武术动作信息由系统记录下来输入计算机，经处理后由计算机在虚拟镜头中恢复，同时控制材质。

## 播出与发行
《秦时明月壹百步飞剑》于2007年春节期间作为贺岁动画在中国大陆多个地方电视台播出。2010年5月，玄机科技宣布《百步飞剑》10集重制版将于5月11日在南方电视台少儿频道首播。5月11日，玄机科技称因天气原因无法将重制版送至南方少儿频道，届时南方少儿将播放原版《百步飞剑》。次日，官方在酷6网放出重制版第一集的视频，南方少儿频道也在随后播出。
《百步飞剑》原版于2008年2月发行DVD，重制版于2011年5月发行DVD。

## 奖项
2007年4月，《百步飞剑》入选中华人民共和国国家广电总局2007年度第一批推荐优秀国产动画片。5月，本片提名第三届中国国际动漫节“美猴奖”最佳系列动画片奖。12月，本片获第20届“星光奖”优秀动画节目奖。2008年1月，本片获第四届“金龙奖”内地及港澳台年度最佳人气动画奖。10月，本片获中国广播电视协会2007年度电视节目创优动画类一等奖。11月，本片获第一届厦门国际动漫节“金海豚”动画作品大赛最佳影视动画提名奖。